# Les Hauts de page
Les Hauts de page sont une rubrique du journal Spirou parue entre l'automne 1980 et l'automne 1981. Principalement animée par le duo Yann et Conrad, cette rubrique constituait en petits dessins humoristiques placés en haut des pages du journal pour commenter la série figurant sur la page, puis plus généralement l'hebdomadaire et les éditions Dupuis elles-mêmes. De plus en plus caustique et irrévérencieuse, l'animation a été interrompue au bout de onze mois.

## Historique de publication
Lancée au no 2222 (13 novembre 1980) par Frank, André Geerts et Bernard Hislaire en bas des pages, l'animation des marges est complétée à partir du no 2227 (18 décembre 1980) par le duo Yann et Conrad en haut des pages. Rapidement, ceux-ci en modifient le ton : les premières attaques contre un autre auteur paraissent au no 2232 (22 janvier 1981) — et les premiers gags censurés deux semaines plus tard.
Durant onze mois, Yann et Conrad, provocateurs, brocardent les séries qu'ils apprécient peu (Génial Olivier, Yoko Tsuno, les créations de Mittei ou du stakhanoviste Raoul Cauvin, etc.), multiplient les allusions sexuelles (le lectorat de Natacha serait sourd à 95%), critiquent la ligne du journal, etc,.
Au fil des mois, de plus en plus d'auteurs se plaignent : les derniers dessins en marge de Yann et Conrad paraissent le no 2269 (8 octobre 1981). Carlos Roque puis Philippe Bercovici sont missionnés pour leur succéder, mais l'expérience tourne court. La présentation des séries est alors confiée à L'Élan de Frank Pé, en début de magazine.
Ces dessins ont valu à leurs auteurs le prix Saint-Michel de l'espoir en 1981. Un recueil paraît dès 1982 chez Bidouille, accompagné d'un historique rédigé par les deux auteurs ; une édition intégrale est publiée en 2013 par Dargaud, sans réelle contextualisation, ce qui rend obscurs de nombreux gags.

## Publications
Périodiques
- Hauts de pages, dans Spirou, 1980-1981.

Albums
- Huit mois dans l'enfer des hauts de pages , Bidouille, 1982[6].
- Dans l'enfer des hauts de pages, Dargaud, 2013  (ISBN 2505017964).